# Ma Yize
Ma Yize (oko. 910. – 1005.) bio je arapsko-kineski islamski astronom i astrolog koji je bio glavni službenik carskog opservatorija dinastije Song. Ma Yizeovi preci su bili arapski trgovci s obale Arapskog poluotoka, a "Ma" je sinizirano ime "Muhamed". Na mjesto načelnika opservatorija ga je imenovao car Taizu od Songa 961. Zajedno sa svojim suradnikom Wang Chunom je izradio astrološki tekst Yingtianli (Kalendar korespondirajućih nebesa). Također je prevodio astronomske traktate s arapskog jezika na kineski. Carske vlasti su ga proglasile plemićem, a njegovi sinovi su dobili mjesta u dvorskoj upravi.